# Филомел (мифология)
Филомел (др.-греч. Φιλόμηλος) — персонаж древнегреческой мифологии. Сын Деметры и Иасиона. Был беден. Купил у своего богатого брата Плутоса двух быков и первым изготовил повозку, начал хлебопашествовать. Отец Пария. Деметра сделала его созвездием Волопаса. Похожий рассказ есть в хурритской сказке.